# 小野旭
小野 旭（おの あきら、1934年1月2日 - 2010年9月15日）は、日本の経済学者。専門は労働経済学。一橋大学名誉教授、労働政策研究・研修機構理事長。1981年から1984年まで、日本経済学会常任理事。2000年、紫綬褒章受章。1973年、日経・経済図書文化賞受賞。1982年、エコノミスト賞受賞。1989年、日経・経済図書文化賞受賞。1991年、東京海上各務記念財団賞受賞。2009年、瑞宝中綬章受章。

## 略歴
1934年、東京都文京区生まれ。1946年、文京区立誠之小学校卒業。1949年、京華中学校卒業。1952年、東京都立九段高等学校卒業。1957年、一橋大学商学部卒業。1962年、同大大学院経済学研究科博士課程単位修得退学。1964年、経済学博士（一橋大学）。山田雄三の指導を受けた。
1962年、神奈川大学経済学部講師。1966年、中央大学経済学部助教授。1970年、成蹊大学経済学部助教授。1972年、同大教授。1979年、一橋大学経済学部教授。1989年、同大経済学部長。1997年、一橋大を定年退官し同大名誉教授。1997年から2004年まで、東京経済大学経済学部教授。2001年から2003年まで、日本労働研究機構研究所所長。2003年から2007年まで、独立行政法人労働政策研究・研修機構初代理事長。1996年からは中央労働委員会公益委員も務める。雇用審議会委員等も歴任。
2010年9月15日、胃癌のため死去。76歳没。